# 中国图书
中国图书，英文也译作北京图书公司，中文全称中国图书（美国）有限公司，英文全称，简作CNPBBCI或BBCI，是一家位于美国新泽西州林登市的图书进出口公司。
该出版商成立于1981年，原为中国图书进出口总公司驻美国代表处，是一家中国人在美国创办的企业，主要从事美国书刊文献进口业务，包括向中国图书馆进口美国出版物（书籍、期刊、其它系列和政府出版物），采购报纸、音乐产品、微型产品以及CD-ROM等。
中国图书隶属于中国图书进出口（集团）总公司，是中国大陆出版界第一家全资海外子公司。该机构官网域名cnpbbci.com注册于2002年6月20日。